# The Education of Fredrick Fitzell
 (novembre 2020).
Si vous disposez d'ouvrages ou d'articles de référence ou si vous connaissez des sites web de qualité traitant du thème abordé ici, merci de compléter l'article en donnant les références utiles à sa vérifiabilité et en les liant à la section « Notes et références ».
Pour plus de détails, voir Fiche technique et Distribution.
Flashback (titre original : The Education of Fredrick Fitzell) est un thriller canadien écrit et réalisé par Christopher MacBride sortie le 14 juin 2021 

## Synopsis
Fred n'est ni un détective, un agent secret ou un philosophe. C'est juste un gars normal, bientôt la trentaine, et qui traverse une crise existentielle alors qu'il se retrouve au bord du précipice de l'âge adulte. Fred devrait-il s'engager envers sa petite amie à long terme ? Doit-il prendre un emploi en entreprise pour payer ses factures et abandonner son rêve de devenir artiste ? Lorsqu'un homme oublié de sa jeunesse refait surface à l'improviste, Fred voyage littéralement et métaphoriquement dans son passé. Il commence lentement à percer un long mystère sur une fille disparue, une drogue appelée Mercure et une créature terrifiante qui l'a suivi jusqu'à l'âge adulte. Alors que le passé, le présent et le futur se croisent et se mettent en parallèle, Fred explore toutes les vies possibles qu'il pourrait mener. Laquelle va-t-il choisir ? 

## Fiche technique
- Titre original : Flashback
- Titre français : The Education of Fredrick Fitzell
- Réalisation et scénario : Christopher MacBride
- Photographie : Brendan Steacy
- Montage : Matt Lyon
- Musique : Anthony Scott Burns
- Pays d'origine : Canada
- Langue originale : anglais
- Format : long metrage
- Genre : thriller
- Durée : 97 minutes
- Dates de sortie (14 juin sur amazon prime) :
  - Canada : 4 juin 2021
  - France : 14 juin 2021

## Distribution
- Dylan O'Brien (VQ : Xavier Dolan) : Fredrick Fitzell
- Maika Monroe (VQ : Célia Gouin-Arsenault) : Cindy
- Hannah Gross (VQ : Dominique Laniel) : Karen
- Keir Gilchrist (VQ : Nicolas Bacon) : Andre
- Amanda Brugel (VQ : Florence Blain Mbaye) : Evelyn
- Emory Cohen (VQ : François-Simon Poirier) : Sebastian
- Liisa Repo-Martell (VQ : Marika Lhoumeau) : Mrs. Fitzell
- Aaron Poole : Pierced Man

 Source et légende : version québécoise (VQ) sur Doublage.qc.ca